# ロワザン
ロワザン（フランス語: Roisan [ʁwazɑ̃]）は、イタリア共和国ヴァッレ・ダオスタ州にある、人口約1,000人の基礎自治体（コムーネ）。

## 地理

### 位置・広がり

#### 隣接コムーネ
隣接するコムーネは以下の通り。
- アオスタ
- ドウエス
- ジニョー
- サン＝クリストフ
- ヴァルペリーヌ

## 行政

### 分離集落
ロワザンには、以下の分離集落（フラツィオーネ）がある。
- Baravex, Blavy, Careybloz, Chambrette, Champapon, Champvillair Dessous, Champvillair Dessus, Chaumé, Clavallaz, Closellinaz, Crétaz, Gorrey, Ladret, Les Adrets, Martinet (sede comunale), Massinod, Moulin, Preil, Rhins, Salé